# Skunk Anansie
Skunk Anansie (транскр.  Сканк аненси) је британска рок музичка група коју чине Скин (главни вокал, гитара), Кес (бас, гитара, пратећи вокал), Ејс (гитара, пратећи вокал) и Марк Ричардсон (бубњеви и перкусије).
Skunk Anansie је основан 12. фебруара 1994. године, распуштен 2001. и реформисан 2009. године. Име Skunk Anansie преузето је из аканских народних прича о Аненсију, човеку пауку из Гане,, са додатком сканк како би учинили име одвратним.
Објавили су шест студијских албума: Paranoid & Sunburnt (1995), Stoosh (1996), Post Orgasmic Chill (1999), Wonderlustre (2010), Black Traffic (2012) и Anarchytecture (2016); један компилацијски албум, Smashes and Trashes (2009); и неколико хит синглова, укључујући „Charity”, „Hedonism”, „Selling Jesus” и „Weak”.
Они су често груписани као део Бритрок покрета, који је највећа конкуренција бритпопу. Бенд је 2004. године проглашен за један од најуспешнијих британских бендова између 1952. и 2003. године по гинисовој књизи британских хит синглова и албума. Када је књига први пут објавила ову годишњу листу 500 најбољих у 2000. години, то је укључивало само синглове промовисане до 17. издања 2004. године.

## Историја

### Формирање и рана каријера: 1994—2001.
Група је одсвирала свој први концерт у лондонском сплеш клубу у марту 1994. Године 1995. читаоци музичког часописа Kerrang! су их прогласили за најбољи нови британски бенд. На церемонији доделе награда, бубњар Марк Ричардсон је упознао бенд, који је трагао за трајном заменом Робија Франсое тако да је постављена аудиција и бенд је реформисан. Убрзо након тога, две њихове песме, „Feed” и „Selling Jesus”, појавиле су се на саундтреку филма Чудни дани из 1995. године. Selling Jesus постао је друга најконтраверзнија групе бенда Skunk Anansie, према пријему радио-емисије, након њиховог првог радио издања, „Little Baby Swastikkka”. Након што је чуо ову песму, радио личност Хауард Стерн је тврдио да ће бенд постати велики хит. 1997. су номиновани за најбољи уживо наступ и за најбољу музичку групу, на додели МТВ европских музичких награда.

## Дискографија
Студијски албуми
- Paranoid & Sunburnt (1995)
- Stoosh (1996)
- Post Orgasmic Chill (1999)
- Wonderlustre (2010)
- Black Traffic (2012)
- Anarchytecture (2016)